# Helena Fuchsová
Helena Fuchsová (3. června 1965 Tábor – 14. března 2021), rozená Dziurová, byla česká sportovkyně – atletka, běžkyně, specializovaná na tratě 400 metrů a 800 metrů. Závodila za PSK Olymp Praha.

## Kariéra
Na halovém MS 1995 v Barceloně vybojovala společně s Naděždou Koštovalovou, Hanou Benešovou a Ludmilou Formanovou stříbrné medaile ve štafetě na 4 × 400 metrů. Na Letních olympijských hrách 1996 v Atlantě skončila její cesta v běhu na 400 metrů ve čtvrtfinále.
V roce 1997 vybojovala na halovém MS v Paříži v čase 51,04 s bronzovou medaili. Na světovém šampionátu v Athénách doběhla ve finále na 6. místě jako druhá nejlepší Evropanka. O rok později získala bronzovou medaili na halovém ME ve Valencii a stříbro na evropském šampionátu v Budapešti, kde si ve finále vytvořila časem 50,21 s nový osobní rekord. Rychleji čtvrtku zaběhla jen Němka Grit Breuerová, která byla o 28 setin sekundy rychlejší.
V roce 2000 reprezentovala na Letních olympijských hrách v australském Sydney, kde doběhla ve finále běhu na 800 metrů v osobním rekordu 1:58,56 na 5. místě. Na halovém MS 2001 v Lisabonu si doběhla na osmistovce pro bronzovou medaili. Stříbro získala Stephanie Grafová z Rakouska a zlato Maria Mutolaová z Mosambiku.
Svoji atletickou kariéru ukončila v roce 2004.
Zemřela 14. března 2021.

## Sportovní úspěchy
| Rok  | Závod                     | Místo                | Umístění    | Výkon   | Disciplína |
| ---- | ------------------------- | -------------------- | ----------- | ------- | ---------- |
| 1991 | Halové MS 1991            | Sevilla, Španělsko   | rozběh      | 2:07,58 | 800 m      |
| 1995 | Halové MS 1995            | Barcelona, Španělsko | 2.          | 3:30,27 | 4 × 400 m  |
| 1996 | Letní olympijské hry 1996 | Atlanta, USA         | čtvrtfinále | 51,70   | 400 m      |
| 1996 | Letní olympijské hry 1996 | Atlanta, USA         | 7.          | 3:26,99 | 4 × 400 m  |
| 1997 | Halové MS 1997            | Paříž, Francie       | 3.          | 52,04   | 400 m      |
| 1997 | Halové MS 1997            | Paříž, Francie       | 4.          | 3:28,47 | 4 × 400 m  |
| 1997 | MS 1997                   | Athény, Řecko        | 6.          | 50,66   | 400 m      |
| 1997 | MS 1997                   | Athény, Řecko        | 5.          | 3:23,73 | 4 × 400 m  |
| 1998 | Halové ME 1998            | Valencie, Španělsko  | 3.          | 51,22   | 400 m      |
| 1998 | ME 1998                   | Budapešť, Maďarsko   | 2.          | 50,21   | 400 m      |
| 1998 | ME 1998                   | Budapešť, Maďarsko   | 5.          | 3:27,54 | 4 × 400 m  |
| 1998 | Světový pohár 1998        | Johannesburg, JAR    | 4.          | 50,40   | 400 m      |
| 1998 | Světový pohár 1998        | Johannesburg, JAR    | 5.          | 3:26,34 | 4 × 400 m  |
| 1999 | MS 1999                   | Sevilla, Španělsko   | semifinále  | 50,84   | 400 m      |
| 1999 | MS 1999                   | Sevilla, Španělsko   | 4.          | 3:23,82 | 4 × 400 m  |
| 2000 | Halové ME 2000            | Gent, Belgie         | 3.          | 52,32   | 400 m      |
| 2000 | Letní olympijské hry 2000 | Sydney, Austrálie    | 5.          | 1:58,56 | 800 m      |
| 2000 | Letní olympijské hry 2000 | Sydney, Austrálie    | 7.          | 3:29,17 | 4 × 400 m  |
| 2001 | Halové MS 2001            | Lisabon, Portugalsko | 3.          | 2:01,18 | 800 m      |

## Osobní rekordy
Hala
- 400 m – (50,99 s – 22. února 1998, Liévin)
- 800 m – (1:58,37 – 25. února 2001, Liévin)

Dráha
- 400 m – (50,21 s – 21. srpna 1998, Budapešť)
- 800 m – (1:58,56 – 25. září 2000, Sydney)